# Disponentvillan, Malmberget
Disponentvillan, Malmberget var en byggnad i Malmberget, som har uppförts som replik (av utsidan) i Koskullskulle. 
Disponentvillan låg fram till 2019 vid Kaptensbacken inom området Johannes i Bolagsområdet. Detta ligger inom den huvuddel av Malmberget som är under evakuering och rivning på grund av rasrisk vid fortsatt brytning i underjordsgruvan i Malmberget. Under 2019 genomfördes sanering och rivning.
Det nya (återuppbyggda) huset ska användas som konferens- och kurslokal för LKAB. Detaljer som gavelutsmyckningar, tornöverdel och farstukvistar tas tillvara från ursprungshuset och återanvänds på det nya huset.
Byggnaden uppfördes 1894 som bostad för förste gruvingenjör Axel Dellwik, som var chef i Malmberget 1893–1912. Huset byggdes därefter till. Därefter bodde LKAB:s olika disponenter för gruvan i Malmberget i villan fram till början av 1980-talet, bland andra Ragnar Alin 1955–1965. Under 1980-talet ansågs huset vara för dyrt att värma upp och stängdes därför. Det såldes i slutet av 1980-talet av LKAB men återköptes i början av 2000-talet. Det stod därefter kallställt i flera år och förföll. Bolaget kom 2012 överens med Gällivare kommun att bevara byggnaden. Senare bestämdes att en replik skulle uppföras.
Huset var byggt i schweizerstil, var L-format, i två våningar och hade utbyggnader i form av torn, burspråk och farstukvistar samt trapphus. Invändigt var takhöjden 3,2 meter.